# Kurejka
Kurejka (ros. Курейка, Kuriejka) – rzeka w Rosji, prawy dopływ Jeniseju.
Swoje źródła ma w górach Putorana. Długość rzeki wynosi 888 km.